# Nova Sela, Kostel
Nova sela este o localitate din comuna Kostel, Slovenia, cu o populație de 35 de locuitori.